# Erwin Klinkenberg
Erwin Klinkenberg, né le 22 janvier 1952 à La Calamine est un homme politique belge germanophone, membre du SP.
Il est métallurgiste de formation. Il est employé d'une entreprise d'électricité.
Il est membre de l'intercommunale Interost et du CA de plusieurs institutions socio-culturelles.

## Fonctions politiques
- 1989-1994 : membre du CPAS de La Calamine
- 1995-     : conseiller communal à La Calamine
- 2004-2014 : membre du parlement germanophone.